# Santana do Piauí
Santana do Piauí är en kommun i Brasilien.   Den ligger i delstaten Piauí, i den östra delen av landet, 1 200 km nordost om huvudstaden Brasília. Antalet invånare är 4 920.
Omgivningarna runt Santana do Piauí är huvudsakligen savann. Runt Santana do Piauí är det ganska tätbefolkat, med 90 invånare per kvadratkilometer.